# Určitý slovesný tvar
Určitý slovesný tvar, určitý tvar slovesa, latinsky verbum finitum, zkráceně určité sloveso nebo finitní sloveso je tvar slovesa, který vyjadřuje osobu a číslo a který je základem věty slovesné.
Určitý tvar slovesný může být jednoduchý (syntetický, tvořený jedním slovem) – např. přečtu, nebo složený (analytický, tvořený více slovy) – např. rozhodla by se.